# П'єр Декурсель
П'єр Адріан Декурсель (фр. Pierre Adrien Decourcelle; 1856—1926) — французький журналіст, драматург і романіст. Син драматурга Адріана Декурселя, племінник драматурга Адольфа Філліппа Деннері.

## Життєпис
П'єр Адріан Декурсель народився в Парижі 25 січня 1856 року.
Навчався в ліцеї «Lycée Henri-IV», потім працював купцем та біржовим посередником, перш ніж почав писати п'єси.
Прем'єрна постановка його першої спроби, «Le Grain de beauté» («Знак краси») відбулась 27 березня 1880 року в Театрі гімназії Марії Белл (Théâtre du Gymnase Marie Bell).
1882 року він написав драму «L'As de trèfle» (Туз треф) для Сари Бернар, яка виконала головну роль у «Théâtre de l'Ambigu-Comique».
Починаючи з 1880-х років, він створив багато комедій, оперних лібрето та адаптацій романів для сцени. Співпрацював з Полем Бурже.
У жовтні 1897 року французька версія Декурселя — «Секретна служба» Вільяма Жіллета — була поставлена в театрі «Ренесанс» у Парижі.
Декурсель також працював журналістом у Le Gaulois під псевдонімами «Choufleuri» та «Valentin».
У 1908 році Декурсель заснував компанію для адаптації літературних творів до екрану разом з Еженом Гуггенхаймом. Три американські серіали з Перл Вайт у головній ролі були перероблені та перекомпоновані в серію під назвою «Les Mystères de New-York» для французьких кінотеатрів, що показувалася в Парижі в період з грудня 1915 по травень 1916 року. Епізоди німого кіносеріалу щотижня відтворювалися в театрах, версії оповідань Декурселя публікувались Ле Матін та провінційними газетами.
П'єр Декурсель помер 10 жовтня 1926 року.

## Новели
- 1880 — «Два підлітки» (Les Deux Gosses), роман у 3 -х томах, виданий в Парижі видавництвом «Editions Rouff». Пізніше адаптувався до театру та кіно. В театрах Києва йшла вистава «Два підлітки» починаючи з 1903 року. 1925 року вистава була поставлена Олександром Адашевим.[9]